# Otto Bastiansen
Pour les articles homonymes, voir Bastiansen.
Otto Christian Astrup Bastiansen est un physicien et chimiste norvégien né le 5 septembre 1918 et mort le 2 octobre 1995.

## Biographie
Il est le fils du prêtre Alf Bjørnskau Bastiansen et le frère du juriste Peter Bastiansen. Diplômé d'un Philosophiæ doctor en 1949, il est embauché comme professeur à l’Université d’Oslo en 1954. Dès 1955, il devient professeur de chimie théorique à l’Institut norvégien de technologie. Il retourne à l'Université d'Oslo en 1962 et est passé de la chimie théorique à la chimie physique en 1964. Il présidé de 1965 à 1969 le conseil de recherche NAVF. Il devient ensuite vice-recteur de 1970 à 1973 et recteur de 1973 à 1976 à l'Université d'Oslo. Il est également un chercheur invité aux États-Unis et à l'Université de Moscou.
Otto Bastiansen est membre du premier mouvement antinucléaire en Norvège, avec, entre autres, John Engh, Johan Bernitz Hygen et Odd Hølaas.